# Torhovytsia
Torhovytsia (en ukrainien Торговиця ; en russe Торговица, Torgovitsa ; en polonais Targowica ; en allemand Targowitz) est un village de l'oblast de Rivne, en Ukraine. 

## Géographie
Torhovytsia se trouve à environ 20 km au sud de Loutsk et 60 km à l'ouest de Rivne.
Les villages proches de Savallia (Завалля), Lykhatchivka (Лихачівка) et Nove (Нове) font également partie de la municipalité de district du même nom[pas clair]. 
Le village se trouve au point de confluence de l'Ikva avec le Styr.

## Histoire: laconfédération de Targowica
C'est le nom de ce village qui sert de référence à la ligue de nobles polonais réactionnaires inféodés à la Russie, appelée confédération de Targowica, formée en prélude à la guerre russo-polonaise de 1792. 
En réalité, cette confédération a été créée à Saint-Pétersbourg, dans les bureaux du ministère de la Guerre, servant de caution à Catherine II pour attaquer la Pologne, dont la Diète avait contre sa volonté mis en place la constitution du 3 mai 1791. Les membres (polonais) de la confédération de Targowica ont donc été très vite considérés comme des traîtres.